# Savez Radio-Amatera Srbije
Savez Radio-Amatera Srbije (SRS), deutsch „Serbischer Amateurfunkverband“, ist die nationale Vereinigung der Funkamateure in Serbien.

## Geschichte
Am 15. Juli 1924 wurde in Belgrad die „Gesellschaft der Freunde der Funktelegrafie und Funktelefonie“ (serbisch: Društvo prijatelja radio-telegrafije i radio-telefonije) gegründet. Sie ist Vorläuferin des heutigen SRS und markiert zugleich den Beginn des organisierten Amateurfunks im Lande.
Zu den verehrten Vorbildern zählt Nikola Tesla (1856–1943), Funk- und Radiopionier, dessen Geburtstag, der 10. Juli, alljährlich als Tag der Funkamateure in Serbien begangen wird.
Der Verband dient der Völkerfreundschaft und fördert die Entwicklung der Funktechnik. Er unterstützt seine Mitglieder bei technischen Fragen und gegenüber nationalen und internationalen Behörden und Organisationen. Ferner verfügt er über ein QSL-Kartenbüro.
Der SRS ist Mitglied in der International Amateur Radio Union (IARU Region 1), der internationalen Vereinigung von Amateurfunkverbänden, und vertritt dort die Interessen der serbischen Funkamateure.